# Soulèvement de l'université polytechnique d'Athènes

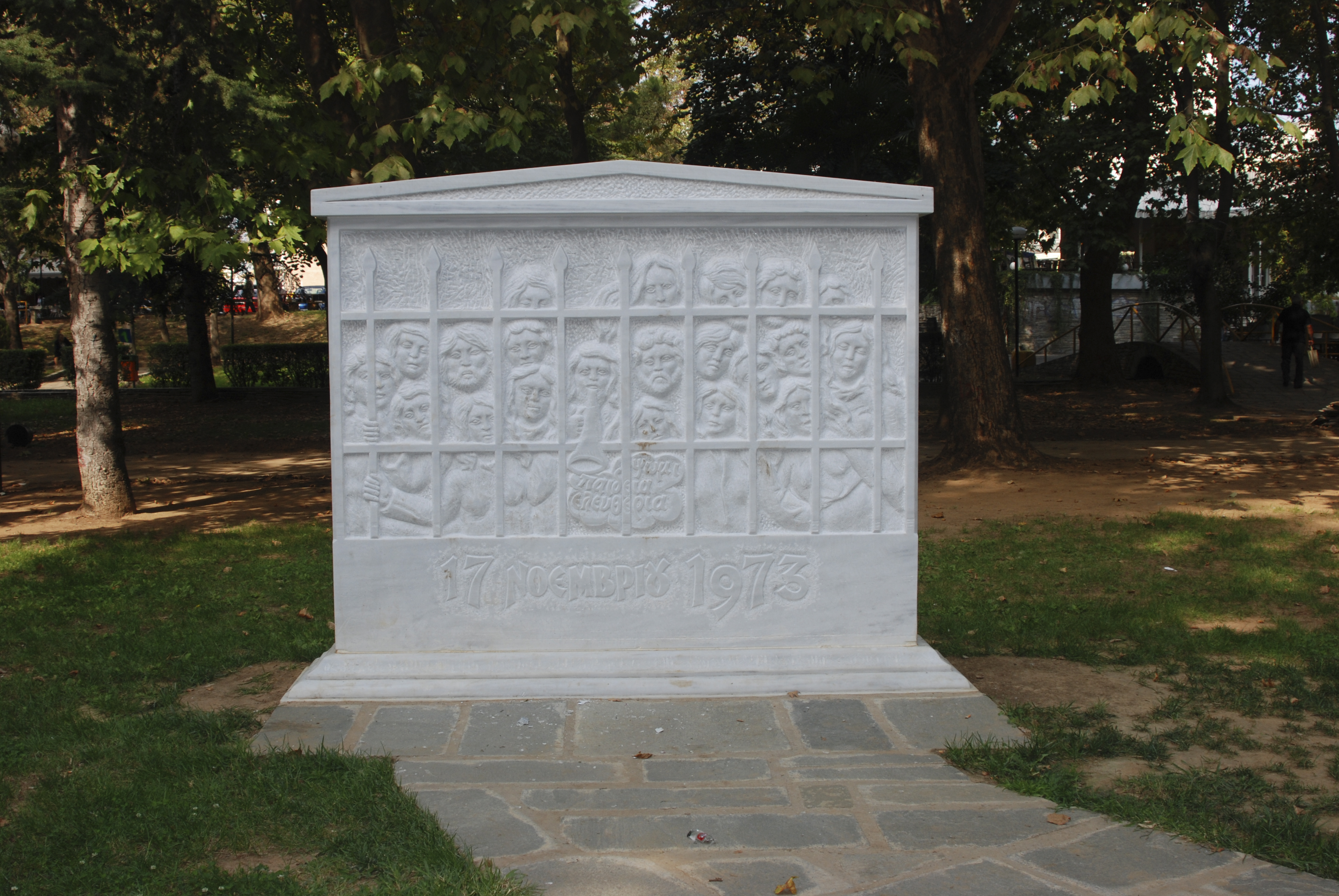
Monument commémoratif en hommage aux victimes de la répression du 17 novembre 1973.

Le soulèvement de l'université polytechnique d'Athènes se produit du 14 au 17 novembre 1973 contre la dictature des colonels en Grèce.
Depuis le coup d'État du 21 avril 1967, des militaires de l'armée grecque gouvernent le pays de façon dictatoriale. Geórgios Papadópoulos dirige un État, appuyé par l'Église orthodoxe, qui a imposé la loi martiale, la censure et arrêté sans discernement au nom de la lutte contre le communisme.
Dès février 1973, des grèves et des mouvements étudiants se multipliaient, en particulier contre la conscription. Le 14 novembre, ce fut le tour de l'université polytechnique d'Athènes d'être occupée par ses étudiants. Rejoints par d'autres militants, ils réclamaient la fin de la dictature.
La répression par les colonels, dont l'assaut de Polytechnique avec un char d'assaut au matin du 17 novembre, fit au moins 24 morts.
Le soulèvement de Polytechnique et la répression sont devenus les symboles de la chute annoncée de la dictature des colonels, avant son échec à Chypre. 
Le soulèvement de novembre a été considéré comme un tournant majeur dans l'histoire politique de la Grèce moderne. Les étudiants et les citoyens qui se sont joints à la manifestation ont été violemment réprimés par les forces de sécurité, ce qui a suscité un mouvement de protestation nationale contre la dictature. Le soulèvement a également accéléré la chute de la dictature militaire en Grèce et a contribué au Metapolítefsi.
Le 17 novembre est maintenant un jour férié en Grèce et est considéré comme un jour de commémoration pour les droits civils et politiques. Les événements du 17 novembre ont également inspiré des mouvements similaires en Europe et en Amérique latine, marquant un tournant dans la lutte pour la démocratie et les droits de l'homme dans le monde.